# Turnerina
Turnerina is een geslacht van vlinders van de familie dikkopjes (Hesperiidae), uit de onderfamilie Hesperiinae.

## Soorten
- T. hazelae (Stallings & Turner, 1958)
- T. mejicanus (Bell, 1938)